# Történelmi Igazságtétel Bizottság
A Történelmi Igazságtétel Bizottság (TIB) civilszervezet, amelyet 1988 tavaszán alapítottak olyan emberek, akik a kommunista uralom alatt üldöztetést szenvedtek el, többek közt az 1956-os forradalom idején betöltött szerepükért.
A szervezet alapvető célkitűzése volt, hogy a magyar köztudatból tűnjenek el a kommunista diktatúra történelemhamisításai és méltó megvilágításba kerüljenek azok az események és személyek, amelyeket és akiket a Kádár János nevével fémjelzett kommunista rendszer jellegéből és eredetéből eredően pellengérre állított és üldözött.
Hegedűs B. András Budapest belvárosi, Gerlóczy utcai lakásában alakult meg (ezt a ház falán emléktábla hirdeti). Alapítói közt volt többek közt Göncz Árpád későbbi köztársasági elnök, Nagy Erzsébet, Nagy Imre mártír miniszterelnök leánya. Névadója Vásárhelyi Miklós volt. Az elnöki feladatokat 1992-ig Nagy Erzsébet látta el.
Jelenlegi elnöke Regéczy-Nagy László (2007 tavaszán), aki Bibó István perének harmadrendű vádlottjaként az 1956-ot követő megtorlás során 15 éves börtönbüntetést kapott.

## A kezdetek

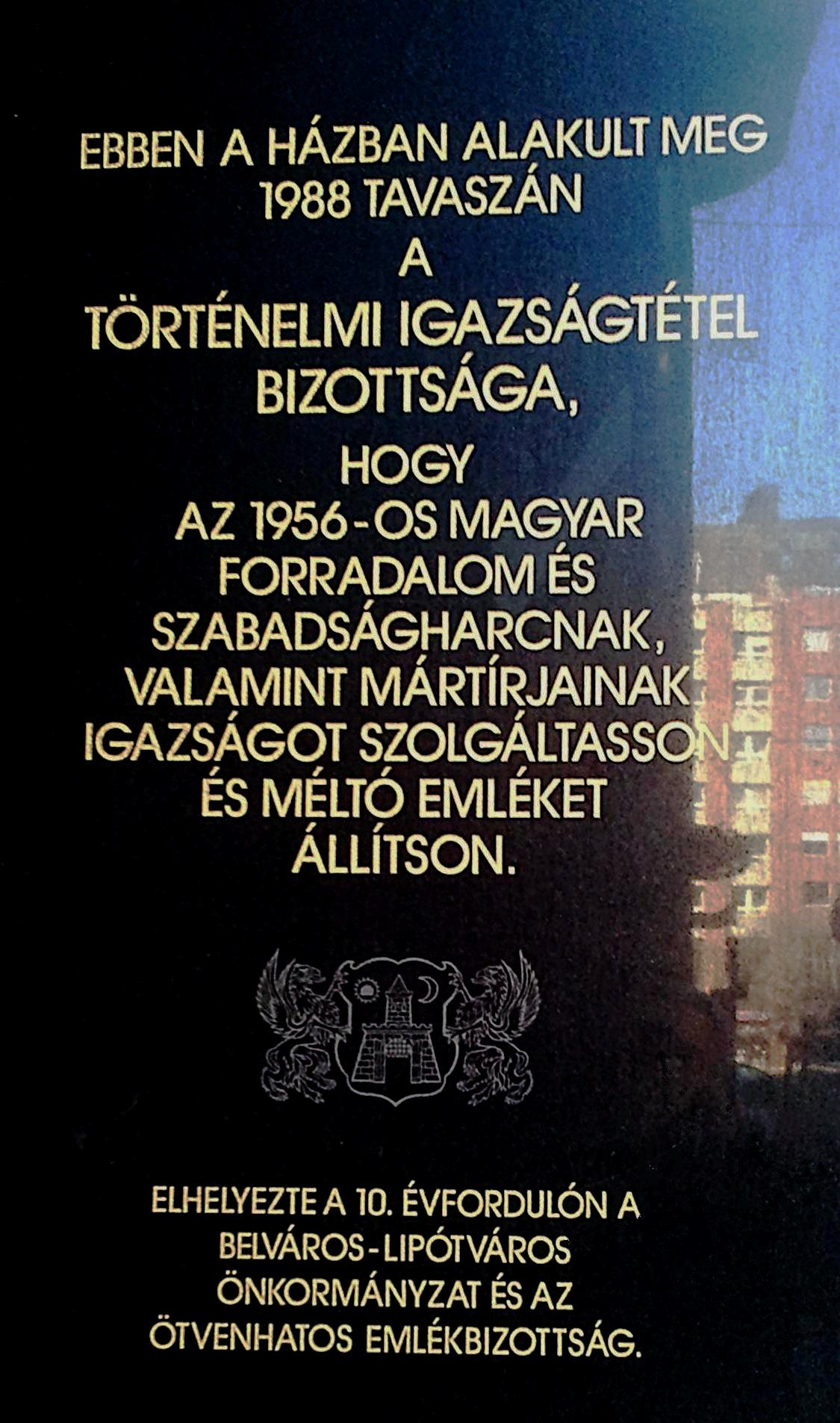
V. kerület Gerlóczy utca 11.

Kozák Gyula visszaemlékezése szerint a TIB gyökerei az 1980-as években 1956-os szereplőkkel készített interjúk, illetve szintén illegális, ellenzéki írások-rendezvények voltak, amelyek 1956-tal foglalkoztak.
„1981–82-ben elkészült egy kerekasztal-beszélgetés Halda Alíz, Göncz Árpád, Vásárhelyi Miklós, Mérei Ferenc, Litván György, Rácz Sándor, Hegedűs B. András, Donáth Ferenc, Mécs Imre, továbbá Csalog Zsolt, Kozák Gyula és Szabó Miklós részvételével. Életútinterjút készítettünk (többek között) Széll Jenővel, Vásárhelyi Miklóssal, Göncz Árpáddal, Nagy Elekkel, Révész Andrással, túl voltunk az 1986-os, Eörsi István lakásán lezajlott tudományos konferencián, s a körülöttünk lévő világ egyre kényszerítőbben arra ösztönzött, hogy a politikai forrongások között létre kell hozni valamilyen szervezetet, amely a forradalom ügyét tűzi zászlajára, a forradalom miatt börtönbüntetést szenvedettek helyzetének javítását, a kivégzettek, börtönbüntetésre ítéltek rehabilitálását vállalja feladatául, s a társadalom előtt nyilvánvalóvá teszi, hogy ami történik, az nem történhetne meg ’56 nélkül” – írta Kozák Gyula, az 1988-as év eleji helyzetre emlékezve.
A TIB-et később az a kritika érte, hogy rajta keresztül egy viszonylag szűk csoport próbálta kisajátítani a forradalom ügyét. Kozák Gyula azt vetette ez ellen, hogy bár a kezdeti mag (akik közt saját magán kívül Vásárhelyit, Litván Györgyöt és Hegedűs B. Andrást említi név szerint) több okból nem akart felhívással teljesen nyílt szerveződést létrehozni, a szándékuk az volt, hogy a meghívott alapítókon keresztül a szervezet széles kört képviseljen. „Fónay Jenő, Obersovszky Gyula, Hegedűs László, Mécs Imre, Erdélyi Tibor személyében ott voltak a fegyveresek, Dénes János, Rácz Sándor, Nagy Elek a munkástanácsokat, a munkásságot képviselte, s természetesen a kivégzett nagyimristák özvegyei, illetve Szilágyi József lánya is a TIB tagja lett. De ott volt az alapítók között Fekete Gyula író, Darvas Iván és Mensáros László színművész, Göncz Árpád és Regéczy-Nagy László, a Bibó-per két életben lévő tagja, s a Recsket is megjártak közül Pártay Tivadar és Zimányi Tibor. A legfiatalabb ’56-os generációt Szabó Miklós és Ungváry Rudolf képviselte, mindketten éppen egyetemista korban voltak a forradalom napjaiban” – írta.

## Működése

### Az első évek
Mindjárt megalakulása után, 1988. június 6-án a TIB a kivégzett miniszterelnök Nagy Imre perének 30. évfordulóján felhívást intézett a magyar társadalomhoz, amelyet a Nagy Imre-perben kivégzettek öt közvetlen hozzátartozója és 34 ötvenhatos elítélt írt alá. Ebben a szervezet megalakulását is bejelentve sürgették a kivégzettek méltó újratemetését és rehabilitálását, hónapokkal azelőtt, hogy az állampárt Magyar Szocialista Munkáspárt reformszárnyához tartozó Pozsgay Imre a múlt újraértékelését sürgetők nyomása alatt és a keményvonalas kommunisták ellenében ellenforradalom helyett népfölkelésnek nevezte az 1956-os eseményeket. Június 16-ára pedig, Nagy Imre és társai kivégzésének évfordulójára pedig kegyeleti emlékezésre hívtak fel.
A TIB-nek és törekvései támogatóinak alapvető szerepe volt abban, hogy 1989. június 16-án végül sor kerülhetett Nagy Imre és társai ünnepélyes körülmények közt történő, a magyarországi diktatúra végét szimbolizáló újratemetésére (az eseményt a TIB szervezte). A TIB 1989-ben kiírt pályázata eredményeképp állították fel 1992-ben a 301-es parcellában a forradalmi emlékművet, amely – mint a zsűri tagja, Keserű Katalin fogalmazott – egyben a magyar történelmi emlékezet több évtizedes hiányának emlékműve is. 
A belső viták kezdettől jelen voltak a szervezetben. Nagy Erzsébet (Nagy Imre leánya) még a kezdetekkor, 1988-ban, Fónay Jenő még 1989-ben kiváltak a TIB-ből, de ez nem csökkentette a szervezet tekintélyét. Nagy Erzsébet később visszajött, és elnöki szerepet is kapott. 1992-ben kivált Hegedűs B. András is.

### Az 1990-es évektől

#### A Bauer-ügy
2000 elején a TIB felszólította Eörsi Mátyást, az SZDSZ ügyvivőjét, hogy mondjon le parlamenti képviselői mandátumáról, mert ügyvédi irodájában foglalkoztatta Bauer Miklós egykori ÁVH-s tisztet. Eörsi bejelentette, hogy Bauer a lehető legrövidebb időn belül távozik, ami meg is történt (bár a 80 éves Bauer tagadta, hogy ennek köze lett volna a TIB támadásához). Erre az időszakra tehető Bauer fia, Bauer Tamás kiszorulása az SZDSZ első vonalából.

#### Az 50. évfordulón
A TIB tagjai, Borbély István, Cseh Imre Márton, Homola István és Csete István másokkal együtt nem fogadták a szocialista miniszterelnök Gyurcsány Ferenc és az Országgyűlés elnöke, Szili Katalin kézfogását, amikor az 1956-os forradalom 50. évfordulóján kitüntetéseket vettek át az Országházban. A TIB demonstratív módon nem vett részt a felvonulási téri hivatalos forradalmi emlékmű felavatásán sem.

## Külső hivatkozások
- Kozák Gyula: A TIB 1988-ban